# おやじ狩り
おやじ狩り（おやじがり）とは、1996年に日本社会で注目された流行語で、成人男性を襲って金品を奪う少年犯罪事件をいう。平成12年警察白書では、おやじ狩りを路上強盗の一種としている。

## 概要
「おやじ狩り」という流行語は、1996年6月に、千葉県船橋市で発生した少年(当時高校生)4人を含む7人の犯人による強盗致傷事件を起点として広がった。事件の犯人たちは、成人男性を襲って金品を奪う行為を「オヤジ狩り」と称していた。同地域では中高年男性に対する強盗傷害事件が、それ以前にも17件発生しており、さらに以前からホームレスに対する暴行事件や強盗事件が起きていたが、船橋市の事件犯人らが使用していた「おやじ狩り」というネーミングは、当時のマスコミにとって高いニュースバリューがあり、集団的過熱取材の発生により流行語として単独で用いられるようになった。
「おやじ狩り」がマスコミに注目された理由は、金品の強奪という動機の背景に、犯人の青年にとって普段自分たちに対して抑圧的な大人社会を象徴する「おやじ」への「反乱」の気配が漂う一方、強盗致傷罪という重罪の自覚がほとんどなく「軽いノリ」で思い立つという特徴を持っていたからであった。
マスコミによる「おやじ狩り」についての集団的過熱取材は、1996年夏まで続いたが、それ以降は世間の注目を維持できなくなり急速に沈静化した。だが「おやじ狩り」ということばと現象は、静かに日本に拡散した。たとえば、大分県大分市では、1997年3月に18歳の少年4人が酔客を襲い、格闘して財布入りの上着を奪って逃走するという暴行致傷事件を引き起こして逮捕された。これが大分市初の「おやじ狩り」検挙事件となった。大分市で起きた「おやじ狩り」事件では、付近の一部住民は事件発生に気づいていたが、騒ぎに巻き込まれるのを怖れたため、通報は全くなく、捜査は難航した。

## 批評
ジャーナリストの筑紫哲也は、「おやじ狩り」現象は、かつて地方都市にあった地縁・血縁型の共同社会は消滅寸前で、他者に無関心な都市化が進行していることを示しており、警察と住民の親密な関係、あるいは親子の親密な関係が旧来から変化していると分析し、それを日本社会の「空洞化」と評価した。

## 転用
2011年7月16日、野田佳彦財務大臣は、横浜市で行われた震災復興についての公開討論で、たばこ税・酒税の増税案について、タバコと酒が成人の嗜好品で、主な課税対象者が庶民であることから、「税制を通じたおやじ狩りみたいなところがある」と述べ、増税に否定的姿勢を示した。
この野田の発言は、2005年1月25日、小泉内閣が第三のビールの増税案を第162回国会に上程したことについて、当時民主党衆議院議員だった野田が、衆議院本会議の代表質問で小泉純一郎に対して「税制のおやじ狩り」と述べた政治姿勢と同じで、一貫したものであった。